# Santa Rosa Cintepec
Santa Rosa Cintepec är en ort i Mexiko.   Den ligger i kommunen Hueyapan de Ocampo och delstaten Veracruz, i den sydöstra delen av landet, 400 km öster om huvudstaden Mexico City. Santa Rosa Cintepec ligger 489 meter över havet och antalet invånare är 498.
Terrängen runt Santa Rosa Cintepec är kuperad. Runt Santa Rosa Cintepec är det ganska glesbefolkat, med 47 invånare per kvadratkilometer. Närmaste större samhälle är San Andres Tuxtla, 19,6 km nordväst om Santa Rosa Cintepec. Omgivningarna runt Santa Rosa Cintepec är en mosaik av jordbruksmark och naturlig växtlighet.